# Сорокина, Елена Демьяновна
Елена Демьяновна Сорокина (бел. Алена Дзям'янаўна Сарокіна, 19 августа 1937, д Рудница, Сенненский район, Витебская область — 22 марта 1998) — работник сельского хозяйства, Герой Социалистического Труда (1966)

## Биография
В 1928 году окончила один класс двухклассного Ульяновичского училища. В 1928—1933 годах — доярка в колхозе д. Рудница. В 1933—1939 годах — рабочая полеводческой бригады «Видоки» совхоза «Пламя», В 1939—1944 годах — доярка совхоза «Пламя», в 1944—1968 — племзавода «Пламя».
Звание Героя Социалистического Труда было присвоено за успехи в развитии животноводства с вручением ордена Ленина и золотой медали «Серп и молот».

## Награды
- Герой Социалистического Труда
- Орден Ленина
- награждалась Почётными грамотами